# Museo de la Academia de Caballería de Valladolid
El actual Museo de la Academia de Caballería de Valladolid, que es diferente del primitivo, se crea a partir de 1975. Entre sus fondos podemos encontrar pinturas (retratos, miniaturas), armas, estandartes, una colección de soldados de plomo de los regimientos de caballería, trofeos, fotografías, herraduras, una colección de sillas de montar y diversas mantillas.

## Colecciones

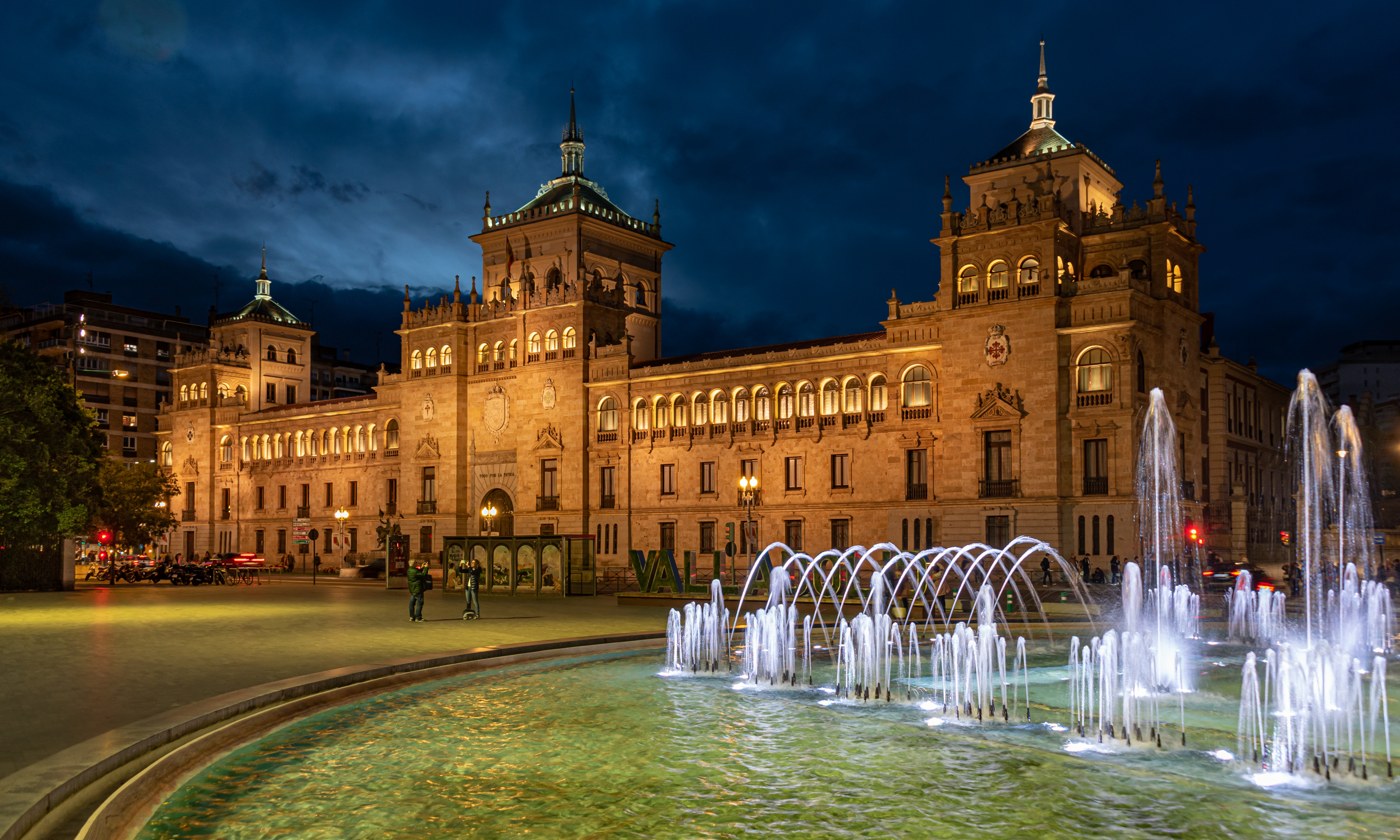
La Academia de Caballería de Valladolid, sede del museo.

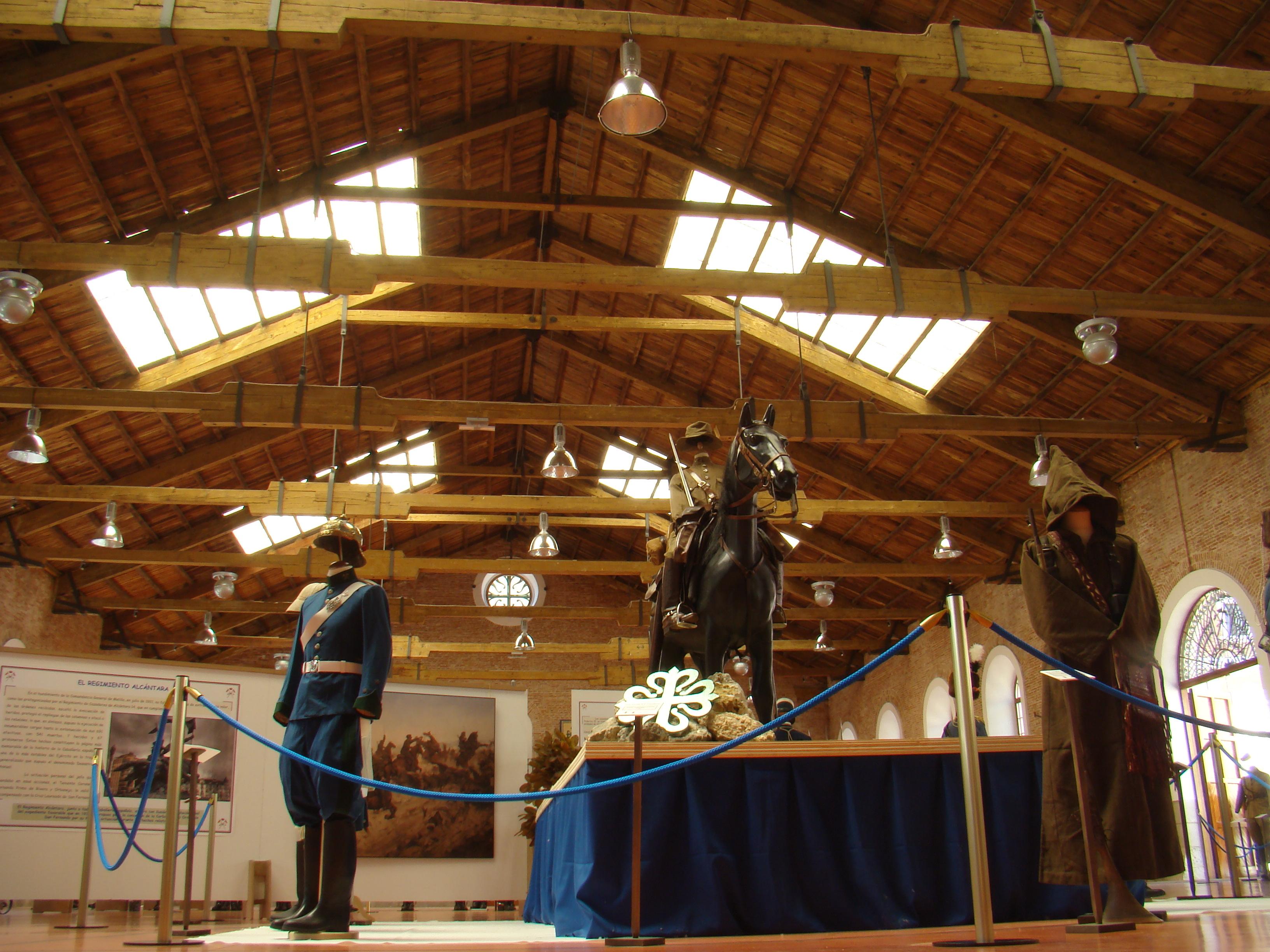
Una de las salas del museo.

Entre las pinturas destacan el impresionante cuadro Batalla de Treviño, debido al pincel de Víctor Morelli del que resaltan los lanceros, los batallones carlistas, el paisaje montañoso y el retrato ecuestre de Alfonso XIII, pintado por Román Novarro.
El museo dispone de una importante colección de armas que se remontan al siglo XVI. Destacan seis archas pertenecientes a la Guardia Real de Carlos I, Felipe II y Felipe III, junto a un campilán filipino y dos nimchas marroquíes. También una colección de armas blancas de los siglos XIX y XX, pistolas, revólveres, ametralladoras, distintas armas cortas, dos alabardas de la Guardia Real de Alfonso XII y sables reglamentarios de Caballería (1860 a 1943).
Entre las esculturas destaca una estatua ecuestre que representa a Fernando Primo de Rivera y Orbaneja y una copia en bronce de la estatua ecuestre de la reina Victoria Eugenia que en la actualidad se expone en el Museo del Ejército. Otras esculturas destacadas son un grupo escultórico en yeso pintado del escultor Ángel Díaz Sánchez que representa a una gitana que está leyendo la mano a un soldado, una escultura en bronce de un lancero italiano y una miniatura representando al general Shelly.
Por último, se puede visitar la biblioteca que cuenta con más de 12 000 volúmenes desde el siglo XVI y se pueden contemplar el único resto del edificio octogonal y un trozo del avión en que perdió la vida el general Mola durante la Guerra Civil Española.

## Galería de imágenes

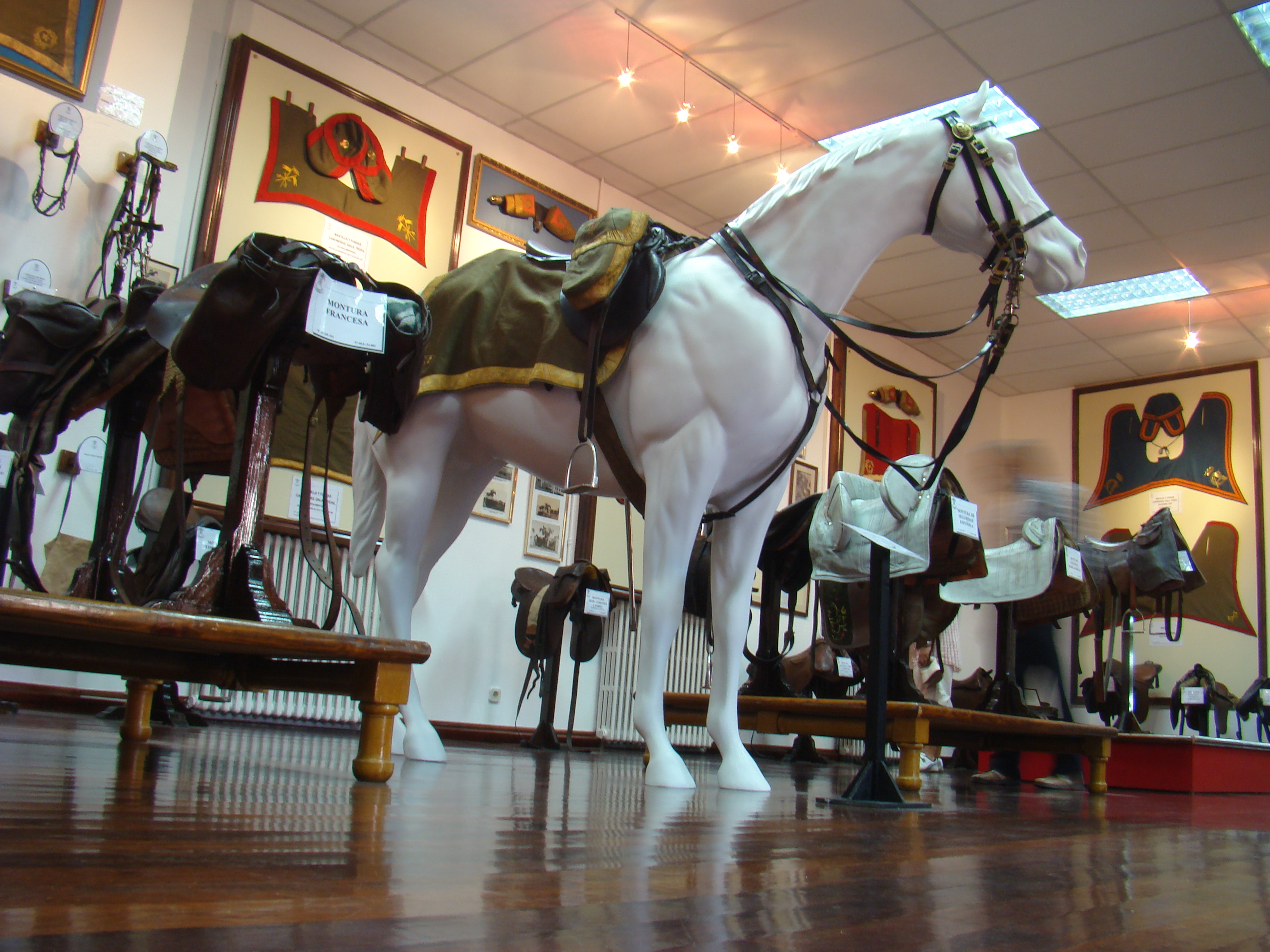
Monturas
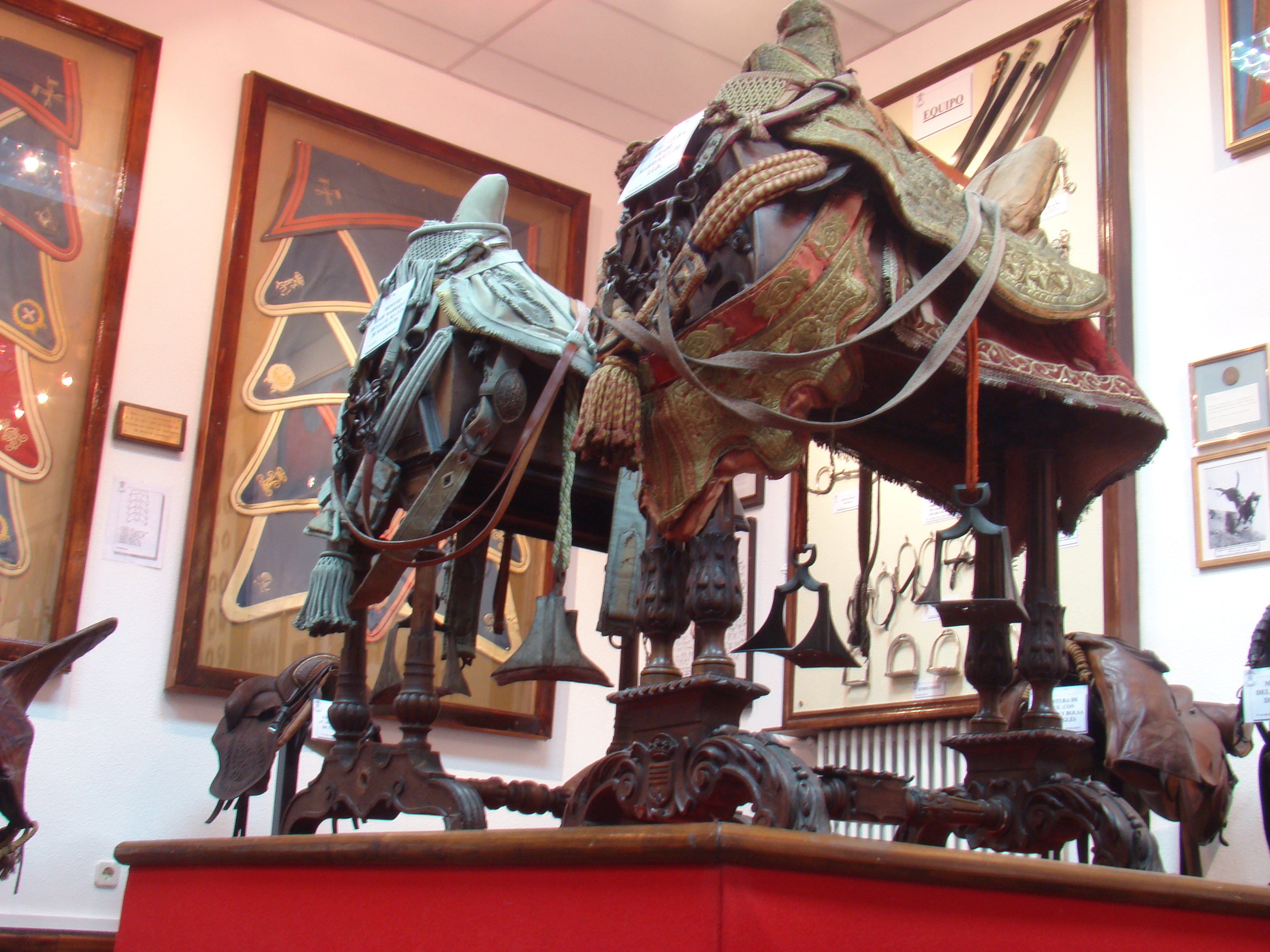
Monturas.
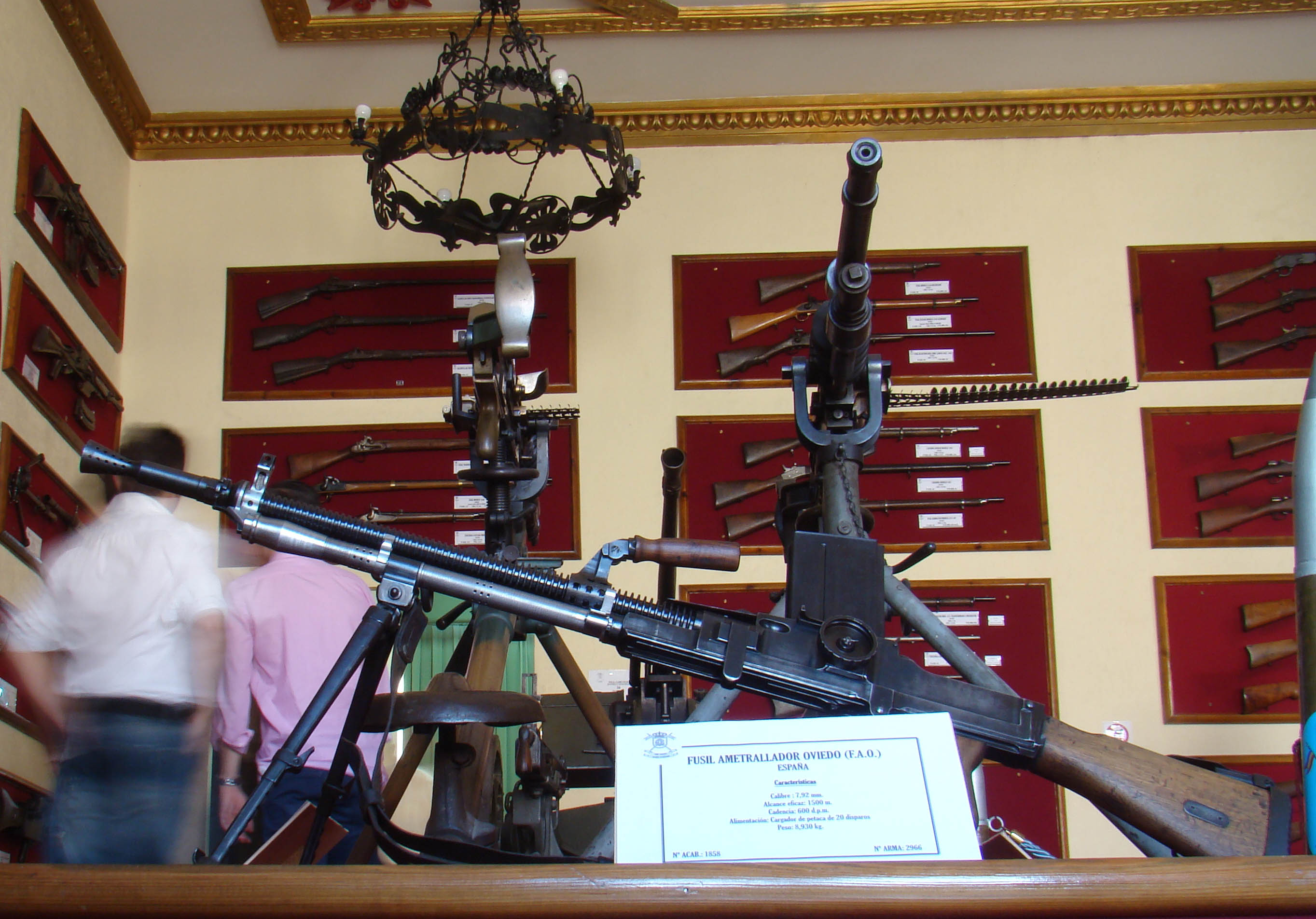
Armas
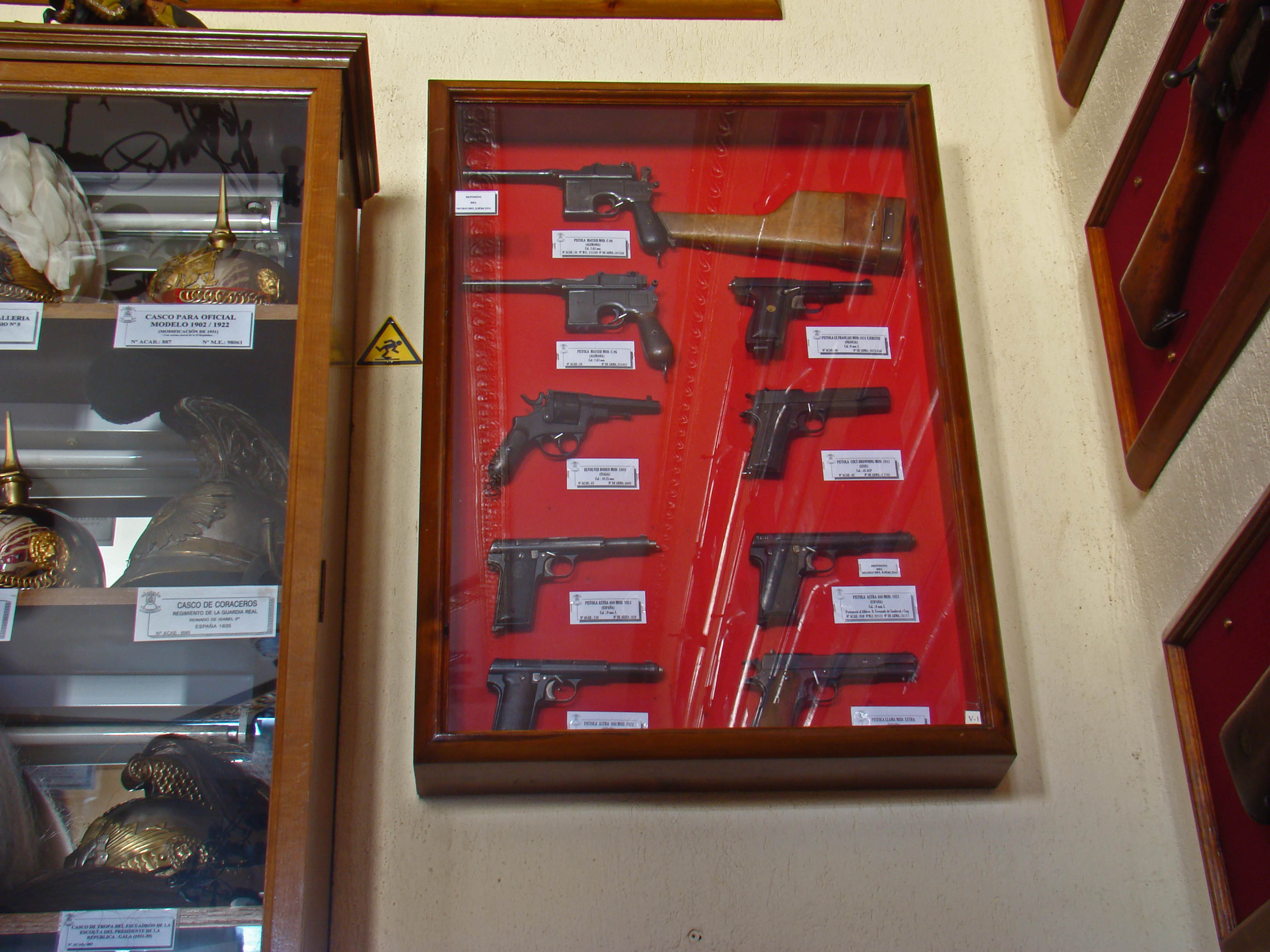
Armas.